# Rivière Picanoc
Der Rivière Picanoc ist ein rechter Nebenfluss des Rivière Gatineau in der Verwaltungsregion Outaouais der kanadischen Provinz Québec.

## Flusslauf
Der Rivière Picanoc hat seinen Ursprung 10 km südöstlich des Lac Usborne in dem kleinen See Lac Head. Er fließt anfangs in südlicher Richtung zum Lac à la Loutre. Diesen verlässt er an dessen Nordufer und fließt nun in nordöstlicher Richtung weiter. Schließlich trifft der Rivière Picanoc südlich von Gracefield, dem Hauptort der regionalen Grafschaftsgemeinde La Vallée-de-la-Gatineau, auf den nach Süden fließenden Rivière Gatineau. Der Rivière Picanoc hat eine Länge von 85 km. 